# Richard D. Hubbard
Richard Dudley Hubbard, född 7 september 1818, död 28 februari 1884, var en amerikansk politiker, ledamot av USA:s representanthus och guvernör i Connecticut.

## Tidigt liv
Richard D. Hubbard föddes i Berlin, Connecticut, läste i East Hartford och tog examen från Yale College 1839. Han läste juridik, antogs till advokatsamfundet 1842 och började praktisera juridik i Hartford.

## Politisk karriär
Hubbard var ledamot av Connecticuts representanthus 1842, 1855, och återigen 1858. Han var åklagare i Hartford County från 1846 till 1868.
Hubbard valdes som Demokrat till USA:s representanthus 1866 och tjänstgjorde från den 4 mars 1867 till den 3 mars 1869. Han avböjde nominering till omval 1868 och återgick till att praktisera juridik i Hartford.

## Guvernör
I november 1876 valdes Hubbard till guvernör i Connecticut. Han var den förste som, efter en ändring av delstatens grundlag, valdes för en tvåårig mandatperiod. Enligt den nya skrivningen i grundlagen skulle mandatperioden också börja i januari, i stället för i maj, som tidigare. Han tjänstgjorde från den 3 januari 1877. Han kandiderade till omval 1878, men förlorade och lämnade posten som guvernör den 9 januari 1879.
Han återgick till att arbeta som jurist och fortsatte med det till sin död 1884 i Hartford. Han begravdes på Cedar Hill Cemetery.
En staty av Hubbard står på den östra gräsmattan vid Connecticuts parlamentsbyggnad i Hartford. Enligt inskriptionen var Hubbard "jurist", "talare" och "statsman".